# The Equatorial Stars
The Equatorial Stars è un album in studio di Robert Fripp e Brian Eno pubblicato nel 2004 dalla Discipline Global Mobile.

## Il disco
I brani prendono ognuno il nome di stelle o costellazioni e, musicalmente, riprendono le atmosfere di (No Pussyfooting) ed Evening Star (rinunciando, tuttavia, alla "tecnica Revox" presente nei due dischi precedenti) senza che vi siano novità  in termini stilistici.
Prima di essere pubblicato in formato CD, l'album venne originalmente venduto tramite il negozio virtuale della Discipline Global Music.

## Tracce
Musiche di Robert Fripp e Brian Eno.
1. Meissa – 8:08
2. Lyra – 7:45
3. Tarazed – 5:03
4. Lupus – 5:09
5. Ankaa – 7:01
6. Altair – 5:11
7. Terebellum – 9:40

## Formazione
- Robert Fripp – chitarra
- Brian Eno – sintetizzatore, trattamenti elettronici